# Vindonissa
Koordinaten: 47° 28′ 50″ N, 8° 13′ 19″ O; CH1903: 659050 / 259150

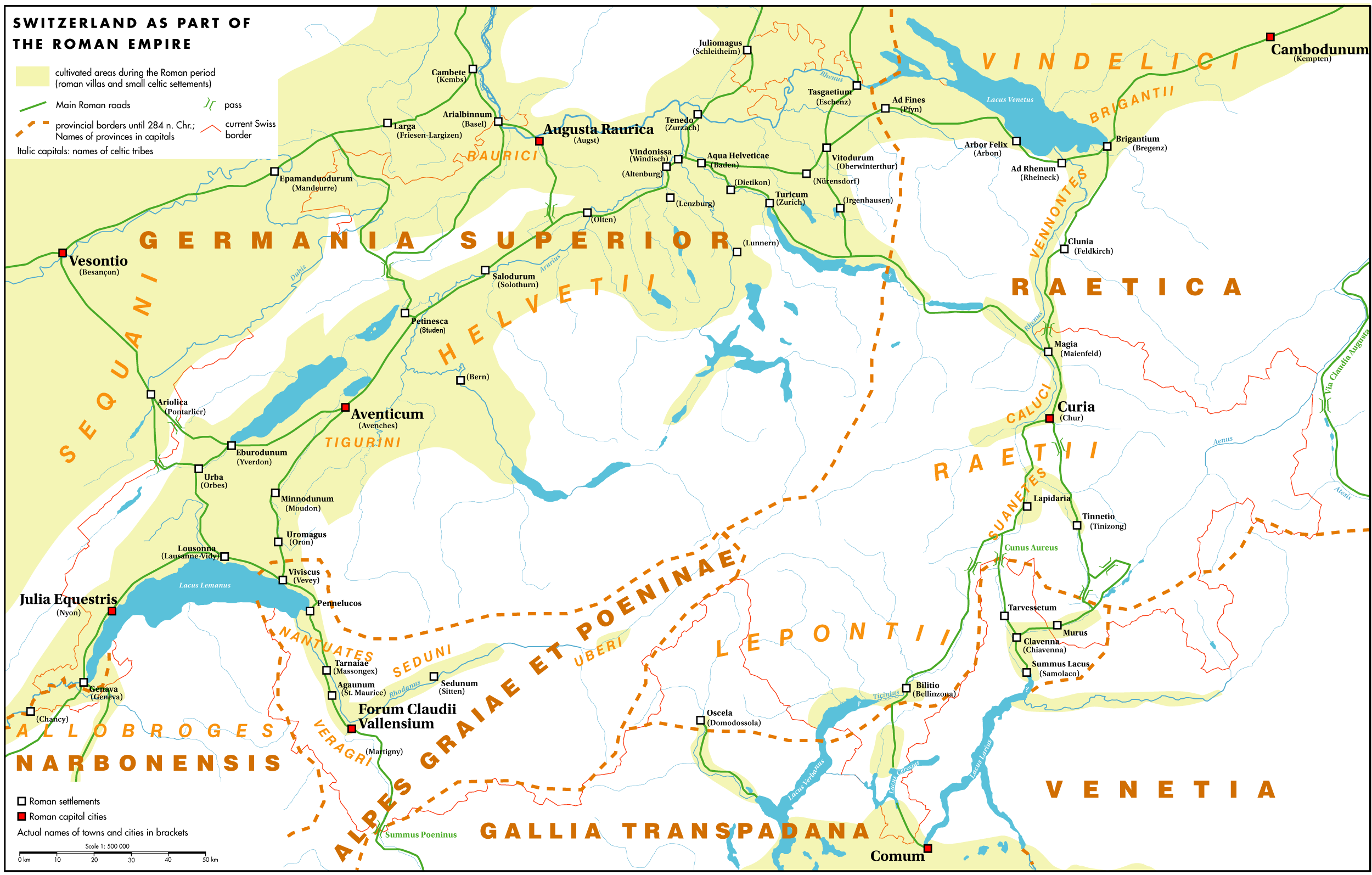
Lage von Vindonissa am DIRL

Vindonissa (zum keltischen Personennamen Vindos oder zum keltischen Gattungswort *uindo- «weiss», beides ergänzt um das Suffix -is(s)a, also entweder «Ort des Vindos» oder «Weissbach») war der Name eines Legionslagers der Römer auf dem Gebiet der heutigen Gemeinde Windisch im Kanton Aargau, Schweiz. Am Zusammenfluss von Aare und Reuss gelegen, kontrollierte das Legionslager wichtige Verkehrsverbindungen, etwa die Römerstraße Neckar–Alb–Aare. Besetzt war es von 14 bis 101 n. Chr. nacheinander von drei verschiedenen Legionen (der 13., 21. und 11. Legion). Anschliessend folgte eine längere Phase, in der in der Siedlung keine Truppen stationiert waren. Nach der Zurückschlagung einer alamannischen Invasion war Vindonissa Teil der Kastellkette des Donau-Iller-Rhein-Limes (Castrum Vindonissense) und von etwa 270 bis in das 5. Jahrhundert wieder militärisch besetzt.

## Erste schriftliche Nennungen
Bereits der Historiker Tacitus erwähnt das Legionslager Vindonissa in seinem Werk über die Ereignisse nach dem Freitod des Kaisers Nero. Um 300 wird der Name Vindonissa im Strassenverzeichnis Itinerarium Antonini und in der Strassenkarte Tabula Peutingeriana aufgezeichnet. Im Jahr 310 schrieb der gallische Rhetoriker Eumenius in Trier für Kaiser Konstantin den Großen eine Lobrede (Panegyrikus) und nennt Constantius I., der hier um 293 die Alamannen schlug. In der Notitia Galliarum, einem um 400 entstandenen Verzeichnis der gallischen Provinzen, ist das Castrum Vindonissense erwähnt. Bodenfunde wurden bereits beim Bau des Klosters Königsfelden in den Jahren 1310 bis 1330 gemacht wie das Chronicon Königsfeldense von 1440 berichtet.
Der Chronist Sigmund Fry, der im Jahr 1530 die Brugger Chronik verfasste, und andere bekannte Geschichtsschreiber des 16. Jahrhunderts wie Aegidius Tschudi und Johannes Stumpf kannten und benutzten diese Quellen. Das Amphitheater von Windisch beschrieb 1577 der Berner Chronist Thomas Schöpf. Die erste kartografische Darstellung als rudera amphitheatri findet sich 1660 in einem Werk von Hans Conrad Gyger.
1688 beschrieb Johann Jacob Wagner im Mercurius Helveticus Fundstücke. 1817 berichtet Franz Ludwig Haller in seinem Werk Topographie von Helvetien umfassend über Vindonissa. Der Begründer der Schweizerischen Urgeschichte Ferdinand Keller gab wesentliche Anregungen, die unter anderem dazu führten, dass Heinrich Meyer im Jahr 1853 erstmals die Geschichte der 11. und 21. Legion verfasste.
Der aus Zürich stammende Prähistoriker Jakob Heierli begründete 1897 die Antiquarische Gesellschaft von Brugg und Umgebung, heute Gesellschaft pro Vindonissa. Erster Präsident wurde der Brugger Bezirkslehrer Samuel Heuberger.

## Forschungsgeschichte
Das Legionslager und die umgebende Zivilsiedlung gilt aus Sicht der Forschung als einer der wichtigsten römischen Fundplätze nördlich der Alpen. Seit dem 16. Jh. kannten Humanisten wie Beatus Rhenanus, Sebastian Münster, Aegidius Tschudi und andere den Ort und publizierten dort gefundene römische Inschriften und andere Funde. Die Forschungs- und Grabungsgeschichte hat eine über hundertjährige Tradition, sie setzt spätestens mit der Gründung der «Antiquarischen Gesellschaft von Brugg und Umgebung» (heute: Gesellschaft Pro Vindonissa) im Jahre 1897 ein. Seither werden die antiken Befunde und Funde in Ausgrabungen systematisch geborgen, ausgewertet und publiziert. Zuständig für diese Arbeiten ist heute die Kantonsarchäologie Aargau, unterstützt von der Vindonissa-Professur an der Universität Basel.

## Geschichte

Blick in die Arena des Amphitheaters Vindonissa, wo gerade die Aufführung der Braut von Messina stattfindet, 1911

Vor der Ankunft römischer Truppen existierte an der äussersten Spitze des Sporns zwischen Aare und Reuss ein keltisches Oppidum. Es entstand wohl nach der Niederlage der Helvetier in der Schlacht bei Bibracte (58 v. Chr.) und wurde durch einen Halsgraben geschützt. Nach den Augusteischen Alpenfeldzügen unter Drusus und Tiberius besetzten die Römer im Jahr 15 v. Chr. das Mittelland und bauten kleinere Stützpunkte. Einer davon entstand auf dem strategisch wichtigen Sporn zwischen Aare und Reuss, wobei die Römer die Befestigung des Oppidums übernahmen. Anschließend setzte Tiberius mit der 19. Legion noch über den Hochrhein und richtete das Lager bei Dangstetten (15–9 v. Chr.) ein.
Im Jahr 14 n. Chr., als die Römer den 15 km entfernten Hochrhein als neue Nordgrenze des Imperiums festlegten, hoben sie das Lager von Augusta Vindelicum (heute Augsburg-Oberhausen) auf. Als Ersatz baute die 13. Legion (die Legio XIII Gemina) den Stützpunkt Vindonissa zu einem aus Holzbauten bestehenden Legionslager aus. Aus dieser Zeit sind nur noch wenige Befunde erhalten, so zum Beispiel ein Spitzgraben an der Nordseite des Lagers und Reste von Mannschaftsbaracken. Um 21 n. Chr. wurde eine erste Erweiterung nach Westen angenommen, um 30 fand eine erneute Vergrösserung und Verschiebung des Lagers nach Norden und Osten statt.

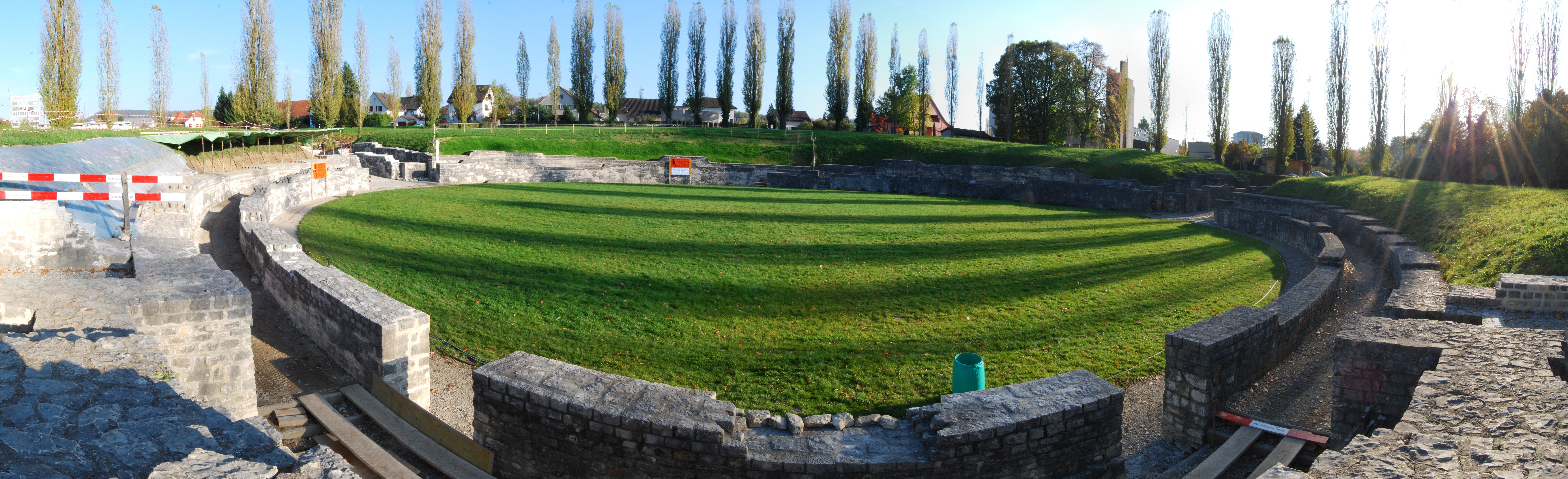
Amphitheater von Vindonissa

Die 13. Legion zog um 44/45 n. Chr. ab, an ihrer Stelle wurde die aus Vetera (nahe dem heutigen Xanten) kommende 21. Legion (Legio XXI Rapax) hier stationiert. Diese Legion nahm in der Folge tiefgreifende bauliche Änderungen vor und ersetzte die Holzbauten durch Gebäude aus Stein. Aus dieser Phase sind Thermen, Valetudinarium und Kasernen bekannt. Ebenfalls bekannt ist der damalige Grundriss des Lagers. Es war 21 Hektaren gross, bildete ein unregelmässiges Siebeneck und war von einem Wall und Gräben umgeben. Südlich und östlich des Lagers befand sich eine zivile Siedlung (ein vicus), im Südwesten lagen Forum und Amphitheater.
Da die 21. Legion im unruhigen Vierkaiserjahr 69 n. Chr. das helvetische Umland verheert hatte, wurde sie durch die 11. Legion (Legio XI Claudia) ersetzt, die in Vindonissa bis zum endgültigen Abzug des Militärs blieb. Unter Domitian wurde die Provinz Germania superior eingerichtet, zu der auch Vindonissa gehörte; zugleich wurde durch die Eroberung des Dekumatlandes die römische Reichsgrenze nach Norden verschoben. Damit verlor der Standort an militärischer Bedeutung. Daher wurde die 11. Legion im Jahr 101 n. Chr. von Kaiser Trajan an die Donau verlegt, um dort die Feldzüge gegen die Daker vorzubereiten.

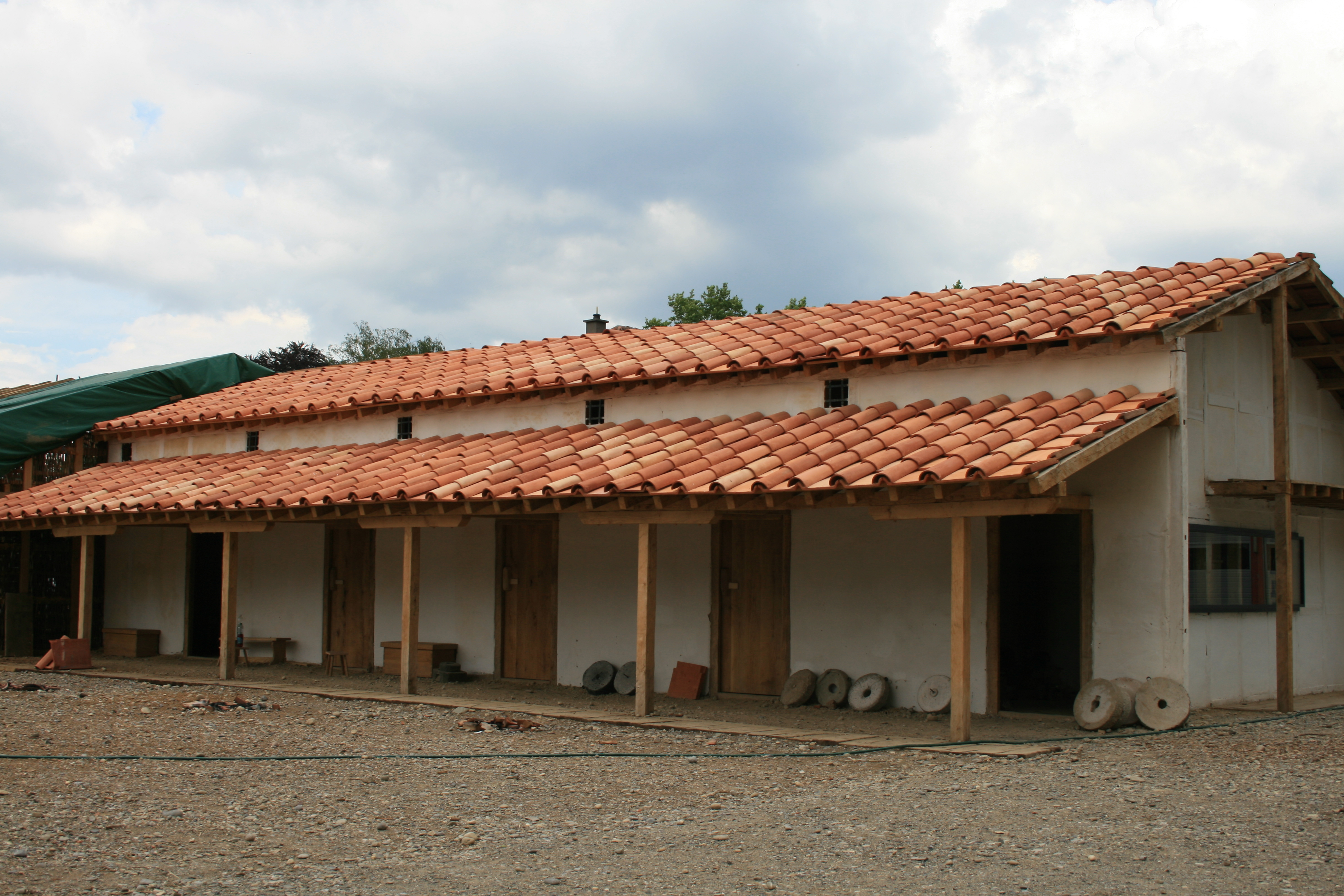
Nachgebaute Contubernia

Bis Mitte des 2. Jahrhunderts blieb das Lager unter der Verwaltung der bei Strassburg stationierten 8. Legion (Legio VIII Augusta), die hier einen kleinen Aussenposten unterhielt. Die Zivilbevölkerung nutzte aber mit der Zeit immer grössere Teile des Lagers für ihre eigenen Zwecke. In den Jahren 259/260 überwanden die Alamannen den Obergermanisch-Raetischen Limes und fielen ins Mittelland ein. Die Römer räumten das Dekumatland und konnten erst um 270 das Gebiet um Vindonissa wieder fest in ihren Besitz nehmen. Da die Reichsgrenze nun wieder durch den Rhein markiert wurde, erlangte der Ort aufs Neue eine strategische Bedeutung und wurde Teil des spätantiken Donau-Iller-Rhein-Limes. Um 300 errichtete das römische Militär hier eine neue Festung, das Castrum Vindonissense, das irgendwann nach 406 aufgegeben wurde.

## Bauten
Neben den Bauten im Lager gibt es ein Amphitheater und zwei Wasserleitungen aus dem 1. Jahrhundert n. Chr., von denen eine teilweise heute noch benutzt wird. Ausserdem sind Heiligtümer, der Hafen, vier Friedhöfe, eine Mansio und ein sehr fundträchtiger Schutthügel bekannt. Aus diesem stammen viele Kleinfunde, unter anderem Schreibtäfelchen, die viele Details aus dem Leben der Besatzung offenbaren.

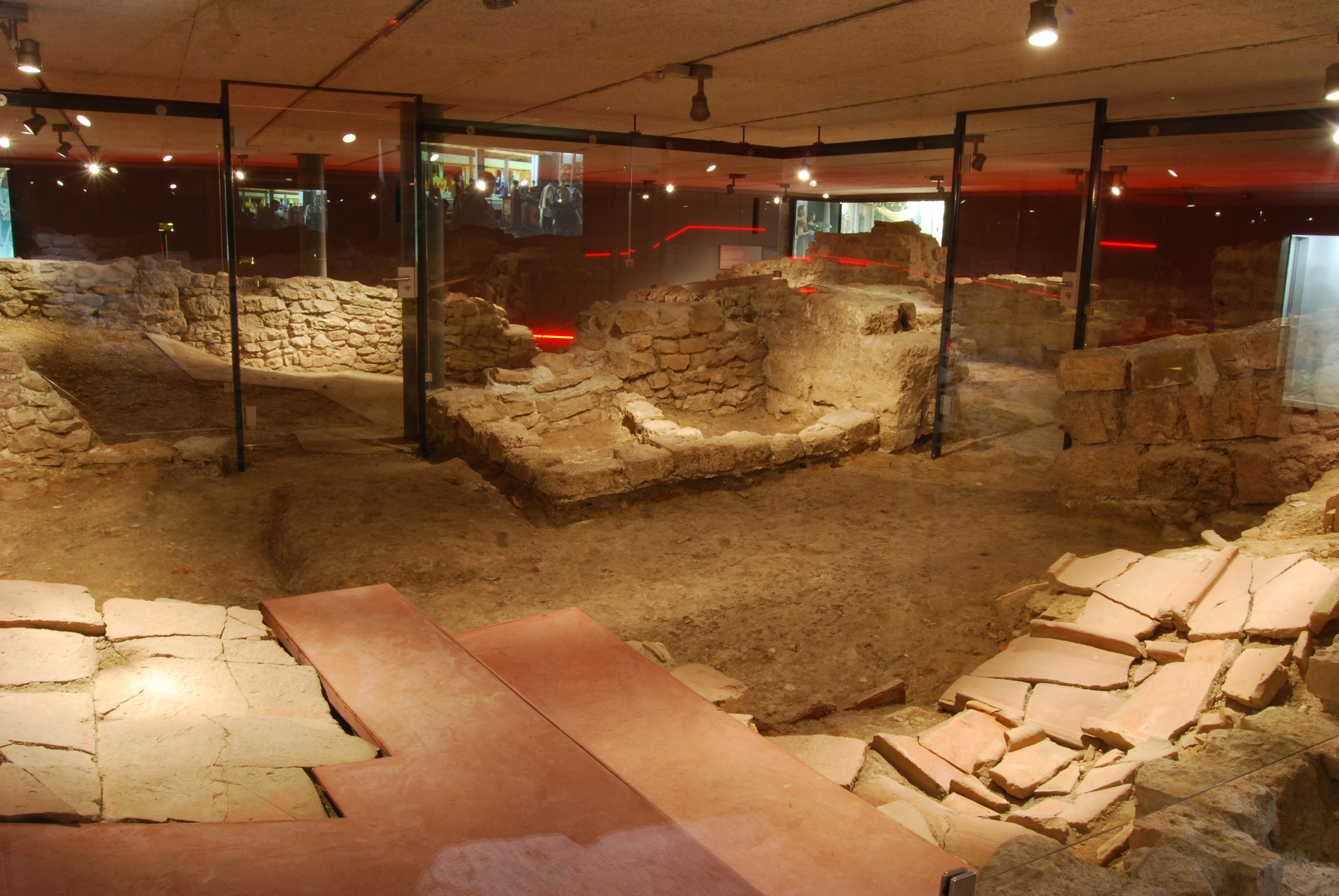
Römische Legionärsküche
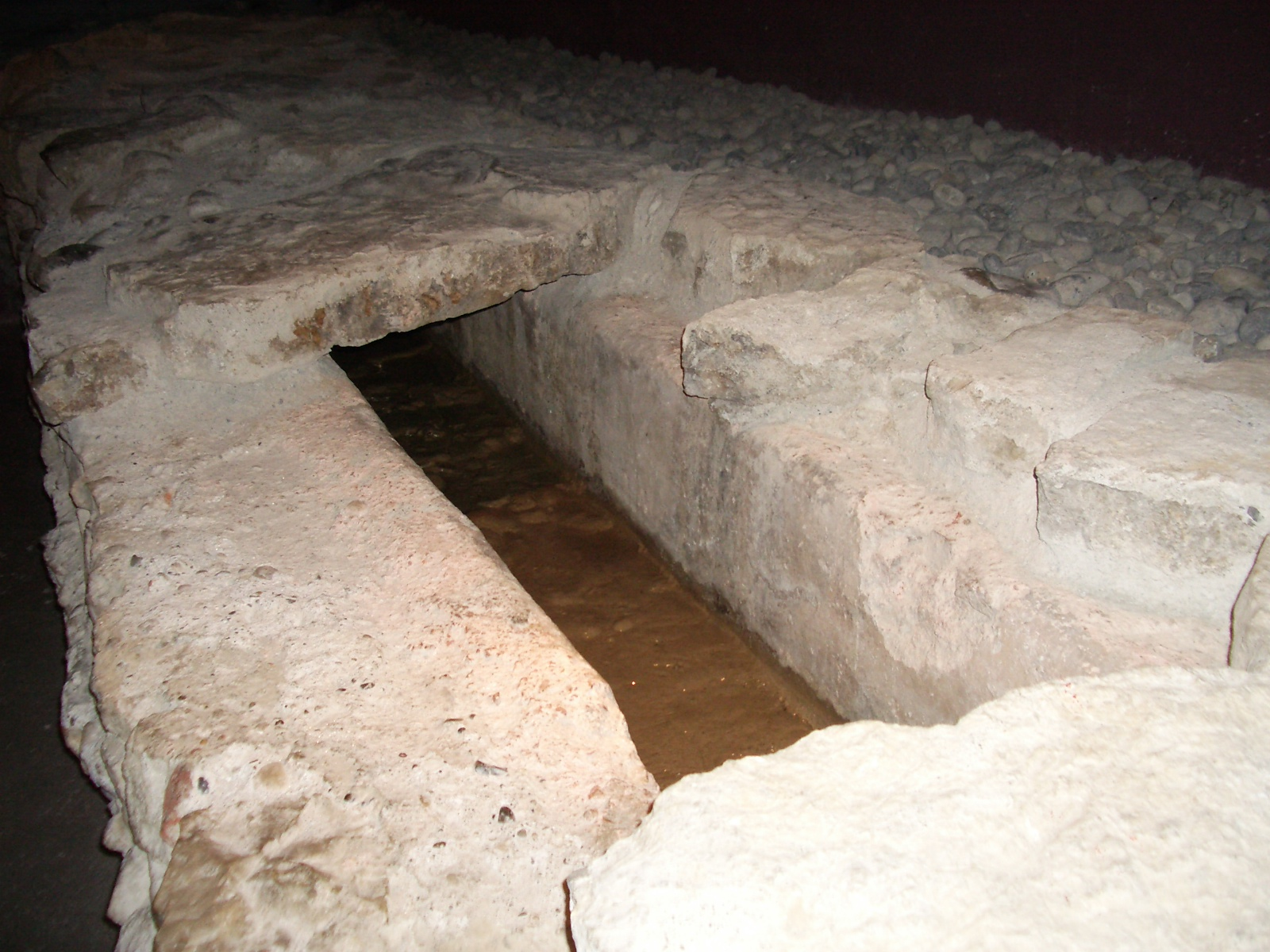
Die 2,4 km lange römische Wasserleitung von Hausen nach Vindonissa speist den Springbrunnen der Psychiatrischen Klinik Königsfelden.
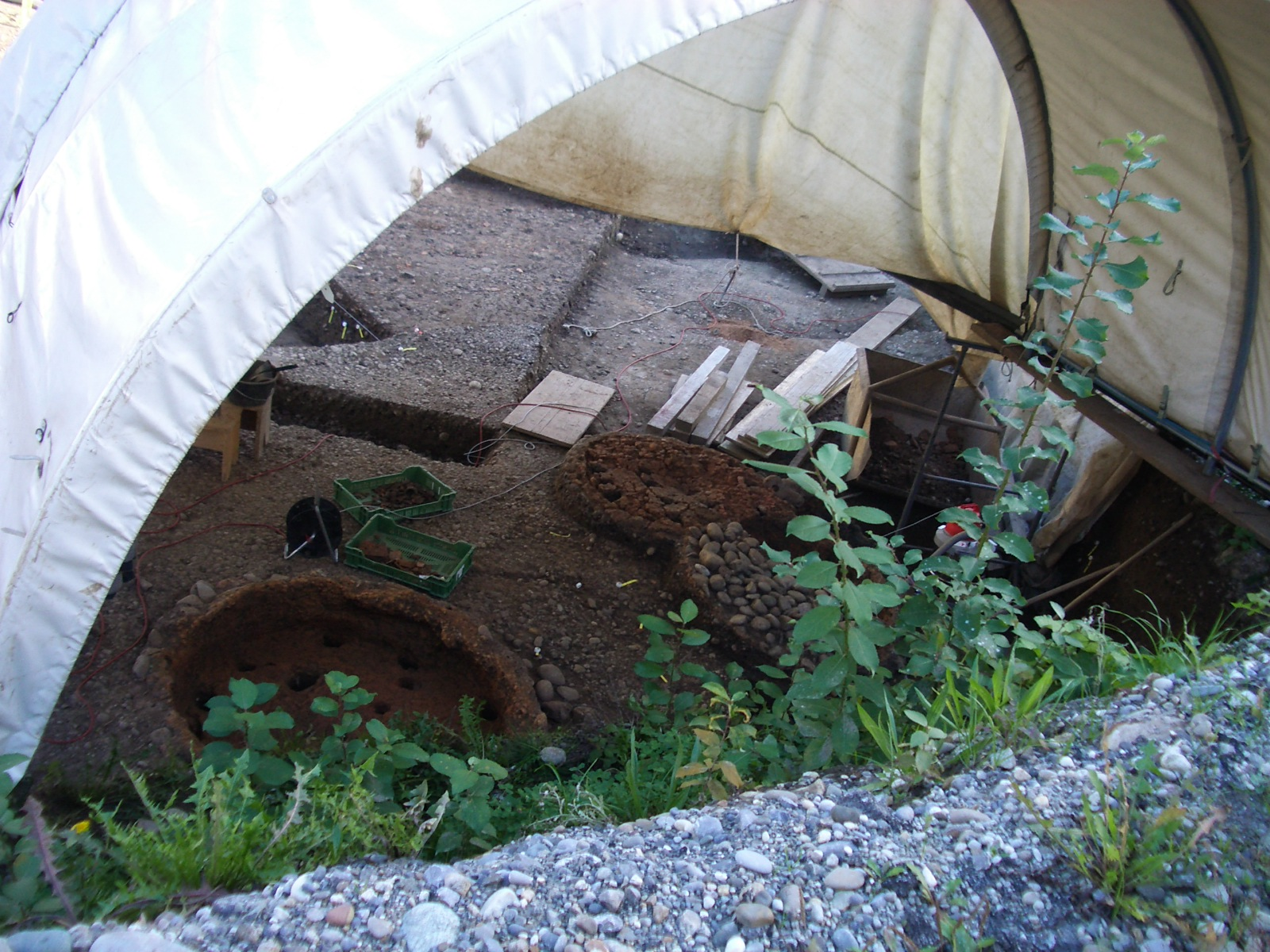
Ausgrabung einer Töpferei an der Römerstrasse nach Aventicum und Augusta Raurica (Areal Steinacker, Nähe Bahnhof Brugg)
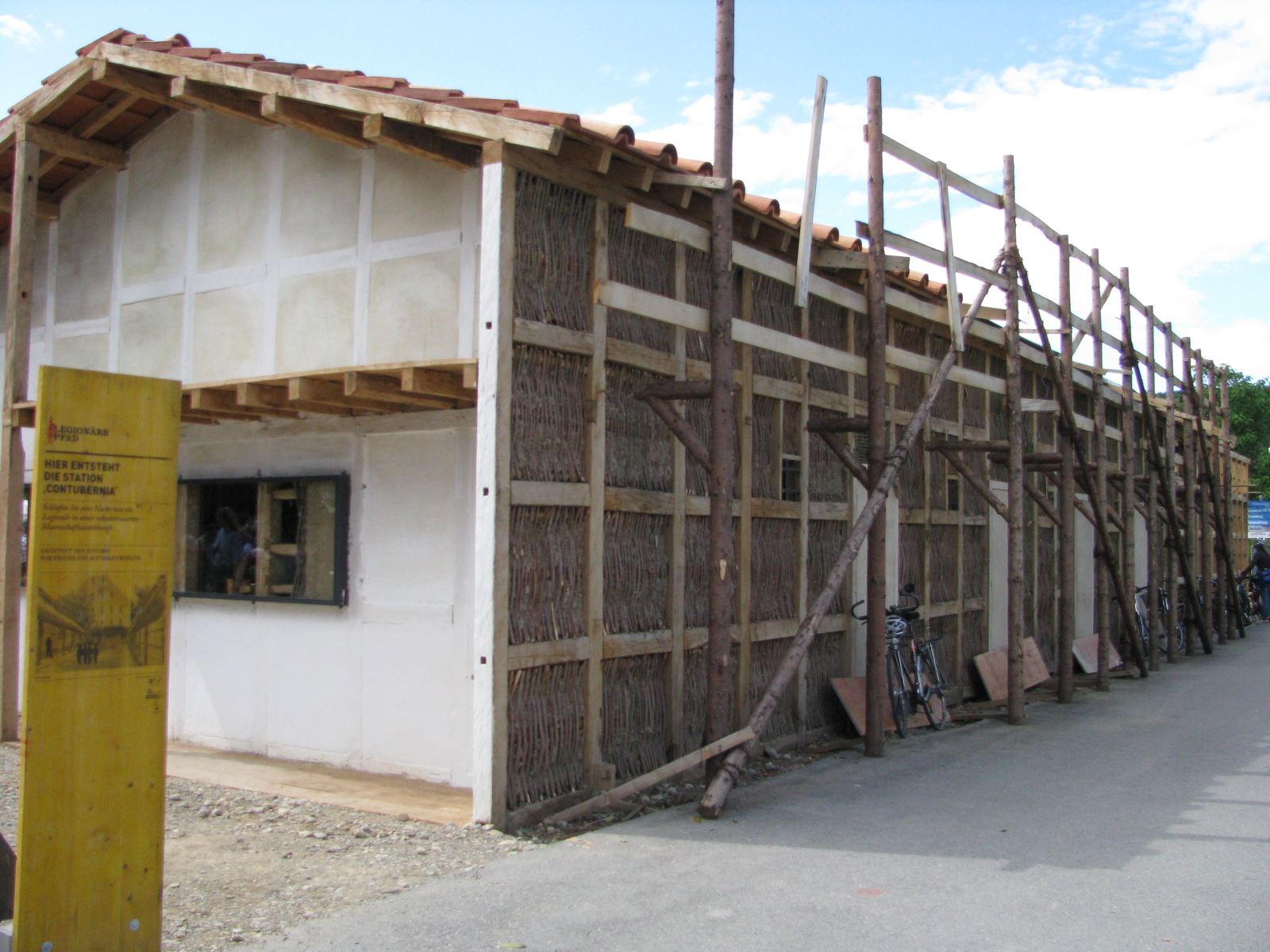
Wandstruktur der in Vindonissa nachgebauten römischen Kaserne
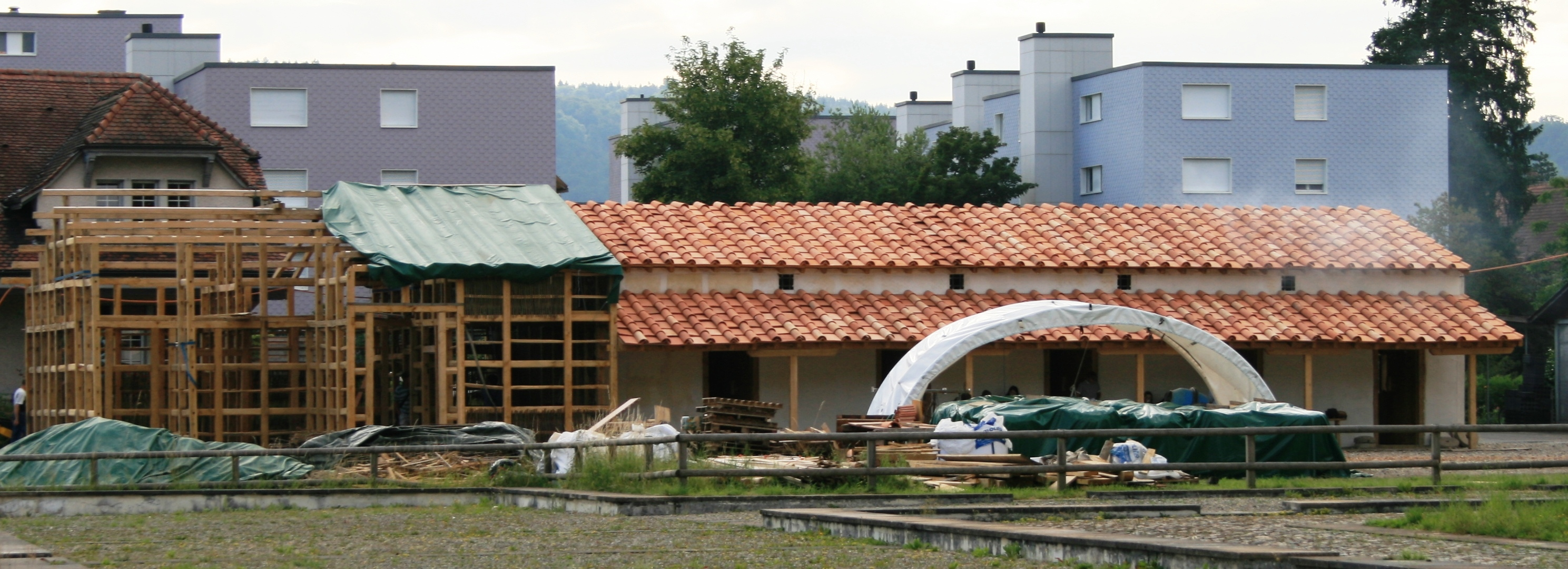
Contubernia
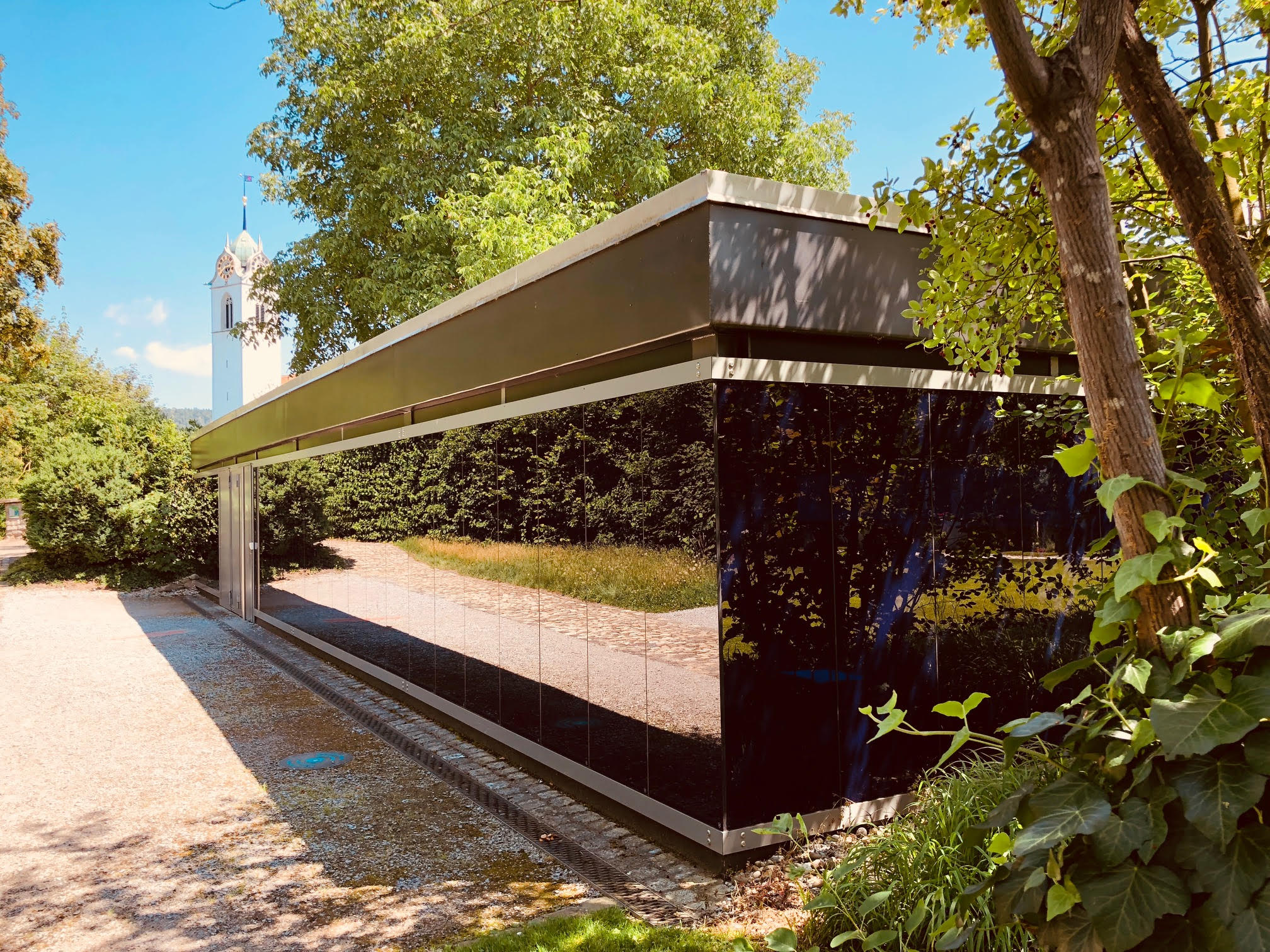
Therme (Vindonissa)
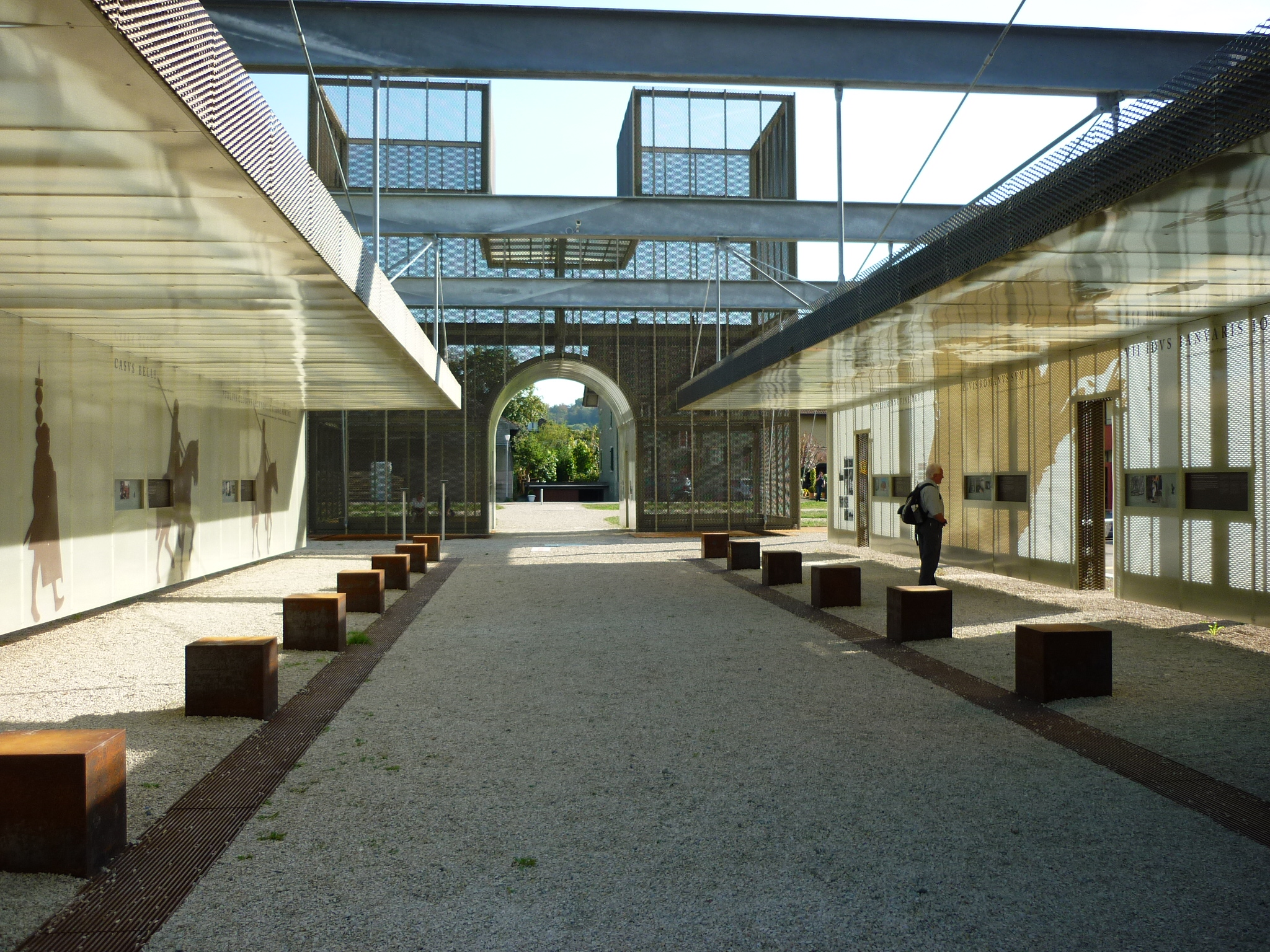
Südtor: Via et Porta Praetoria
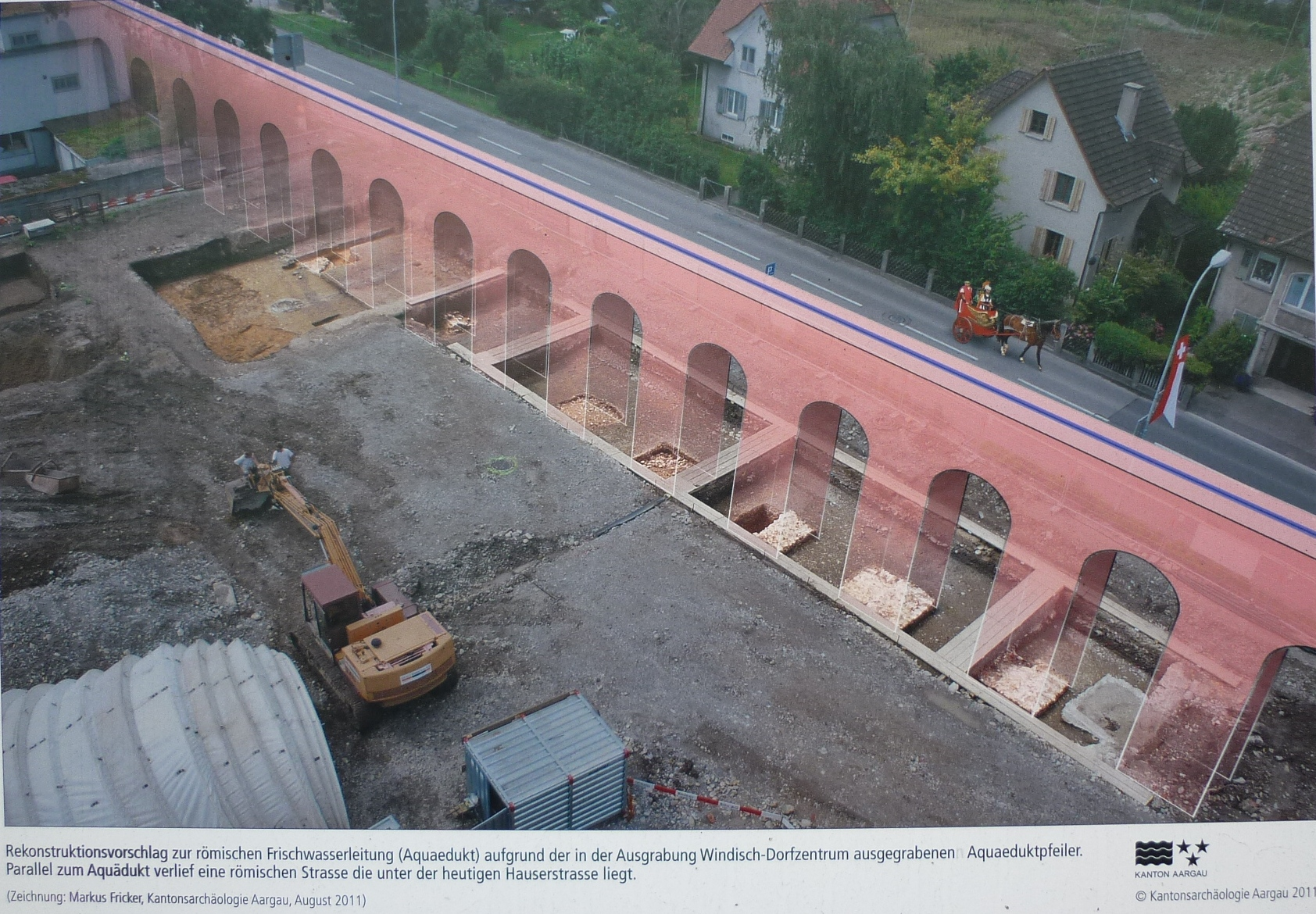
Ausgrabungen beim Aquaedukt

## Funde und Fundverbleib
Im 2012 ergrabenen Gräberfeld wurden Knochenreste und Überreste von Grabmonumenten sowie verschiedene Grabbeigaben, unter anderem Glas- und Bronzeschmuck, Tongefässe und Salbfläschchen gefunden. Sie sollen nach Abschluss der Ausgrabung und nach Konservierung sowie Restaurierung öffentlich ausgestellt werden. Die Ausstellung der Funde aus Vindonissa erfolgt im Vindonissa-Museum im benachbarten Brugg.
2016 machten die Archäologen unmittelbar ausserhalb des Legionslagers einen besonderen Fund: Sie gruben einen römischen Kochtopf aus, der mit 22 Öllampen gefüllt war. Auf jeder Lampe war sorgfältig eine Bronzemünze platziert. Die 22 Lampen zeigen unter anderem die Mondgöttin Luna, einen besiegten Gladiator, einen Löwen, einen Pfau und eine erotische Szene. Die Bronzemünzen sind sogenannte Asse, die grösstenteils aus den Jahren 66 bis 67 stammen. Die Archäologen vermuten, der Fund habe einen rituellen Hintergrund.

## Westtor

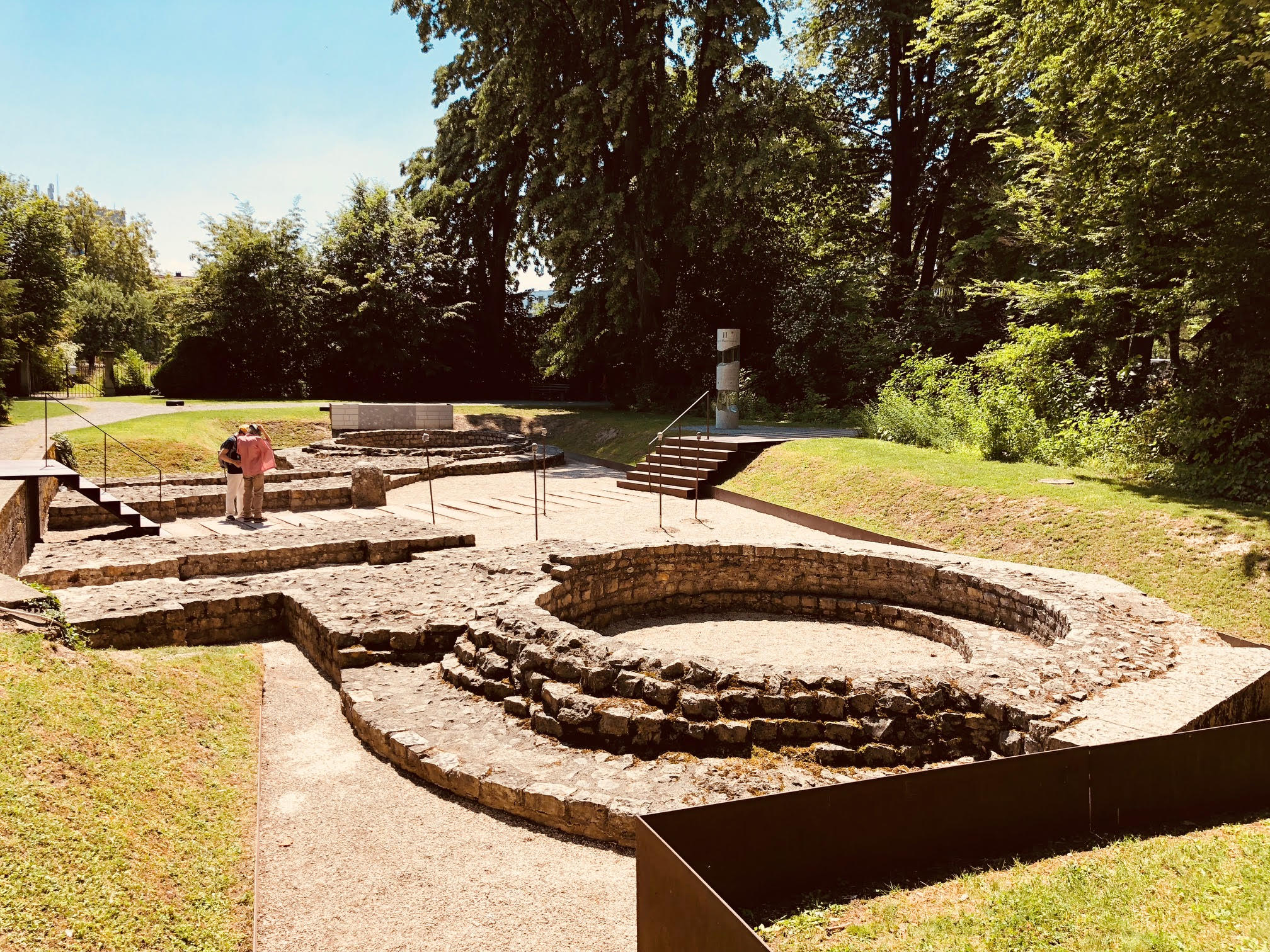
Westtor (Vindonissa)

Das schwer befestigte Westtor war für Vindonissa das wichtigste, da es das Lager mit den grossen Fernstrassen verband. Vor dem Tor lag die zivile Siedlung, in der sich Handwerker, Kaufleute und Angehörige der Legionäre niedergelassen hatten. Ein Legionslager verfügte über vier Lagertore (portae), durch die zwei Hauptstrassen ins Lager führten: das vordere Tor (porta praetoria), das rückwärtige Tor (porta decumana) sowie die beiden Seitentore (portae principales). Das Westtor in Vindonissa war im Vergleich zum Nord- und Südtor mit zwei grossen, mehreckigen Seitentürmen sehr aufwändig gestaltet. Dies erklärt sich aus seiner Lage: Hier führten die von Gallien, Italien und Germanien kommenden Fernstrassen ins Lager. Die beiden in ihren Grundmauern erhaltenen Türme waren achteckig und erreichten eine Höhe von vermutlich rund 20 Metern. Neben dem Hauptdurchgang für die Fuhrwerke gab es auf jeder Seite einen Durchlass für Fussgänger.
Innerhalb des Westtors (porta principalis dextra) begann die West–Ost verlaufende Hauptstrasse (via principalis), eine der beiden Lagerhauptstrassen. Diese verlief bis zum Osttor (porta principalis sinistra) und traf unterwegs auf die Süd–Nord verlaufende Hauptstrasse (via praetoria). Die vom Westtor ausgehende Römerstrasse verlief direkt unter dem später durch die Habsburger errichteten Kloster Königsfelden und unter dem Start/Ziel-Gebäude des Legionärspfads hindurch. Ausserhalb des Westtors führte die Strasse weiter ins Mittelland nach Aventicum, der Hauptstadt der Helvetier, und über den Bözberg nach Augusta Raurica. Vor dem Tor lag auch die zivile Siedlung, die sich im Lauf der Zeit um das Legionslager entwickelt hatte und nach Abzug der Truppen aus Vindonissa im Jahr 101 n. Chr. weiterbestand. In der Siedlung lebten einheimische und römische Kaufleute, Handwerker und wohl auch Angehörige der Soldaten. Im «Schauraum Töpferöfen» des Parkhauses der Fachhochschule Nordwestschweiz (Campus Brugg-Windisch) können die sehr gut erhaltenen Töpferöfen eines Töpferquartiers frei besichtigt werden.

## Nordtor

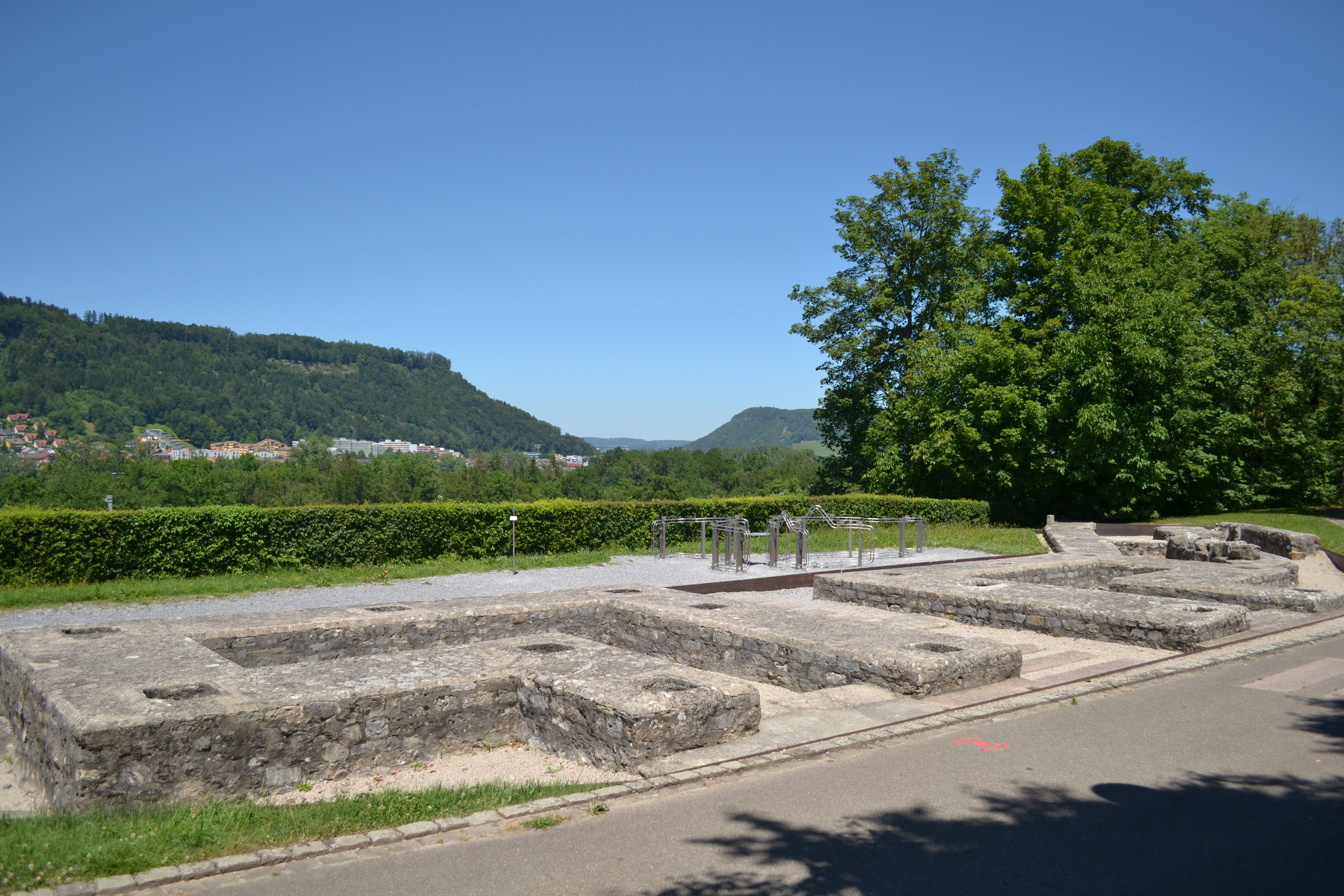
Fundamente des Nordtors (Vindonissa)

Das Nordtor überwachte nicht nur den Schiffsverkehr auf der Aare, sondern die steile Böschung vor dem Tor diente auch als Abfallhalde. Diese ist für heutige Archäologen eine wahre Goldgrube. Die Entdeckung des Nordtors (porta decumana) 1905 war bahnbrechend für die frühe Vindonissa-Forschung. Nun konnten die letzten Zweifel aus dem Weg geräumt werden: Vindonissa war tatsächlich ein Legionslager gewesen – und keine zivile Siedlung. Das Tor liegt an der Nordkante des Windischer Plateaus, direkt über dem Abhang zur Aare. Von hier hat man einen beeindruckenden Ausblick nach Norden, auf den Einschnitt der Aare durch die Jurakette.
Die hervorragende strategische Lage des Plateaus am Zusammenfluss von Aare, Reuss und Limmat sowie nah am wichtigen Aaredurchbruch in Richtung Norden hatten bereits die Kelten erkannt und sie wurde von den Römern weiter genutzt. Die ausgezeichnete verkehrsgeographische Lage am Wasserschloss der Schweiz ermöglichte das schnelle und günstige Transportieren von grossen Warenmengen und Menschen auch zu militärischen Zwecken. Die Wasserwege banden Vindonissa in das römische Fernhandelsnetz ein. Gute Verbindungswege für Truppenbewegungen und die Versorgung der Soldaten waren im römischen Imperium ein zentrales Machtinstrument. Die zur Aare abfallende Böschung war für Fuhrwerke vermutlich zu steil, weshalb das Nordtor nebst seiner Funktion als Wachposten noch einen anderen Zweck erfüllte:

## Schutthügel
Durch das Nordtor wurden grosse Mengen an Abfall aus dem Lager gekarrt und direkt am Nordhang abgelagert, bis ein gewaltiger Schutthügel entstand. Für die archäologische Forschung ist dieser Schutthügel von unschätzbarem Wert, da sich darin Tausende von Objekten, insbesondere aus Leder und Holz, erhalten haben – darunter die Fragmente von rund 600 hölzernen Schreibtäfelchen. Die organischen Materialien haben sich hier so gut erhalten, da sie von der Luft abgeschirmt waren und durchgehend befeuchtet blieben. Der Schutthügel misst ca. 200 m in der Breite und ist ungefähr 18 m hoch, er ist eine der grössten Fundstellen römischer Kleinfunde aus Holz. Man geht davon aus, dass der Schutthügel im Laufe von 70–75 Jahren aufgeschüttet wurde. Diese einmaligen Zeitzeugen des täglichen Lebens der Legionäre in Vindonissa sind heute im Vindonissa-Museum in Brugg zu sehen.

## Legionärspfad
Seit dem Sommer 2009 wird entlang des Legionärspfades Vindonissa an Originalausgrabungsstätten in der Gemeinde Windisch römische Alltagsgeschichte vermittelt. Der vom Kanton Aargau entwickelte Legionärspfad ist als Erlebnisraum für Archäologie und Geschichte konzipiert. Eine römische Kaserne mit römischen Werkzeugen wurde aufgrund von Ausgrabungsplänen nachgebaut. Hauptattraktion sind die Contubernia, zwei originalgetreu nachgebaute Mannschaftsunterkünfte, in denen Schulklassen und andere Gruppen «wie die Legionäre» übernachten können. Seit dem Herbst 2010 ist der Legionärspfad dem Museum Aargau angegliedert.

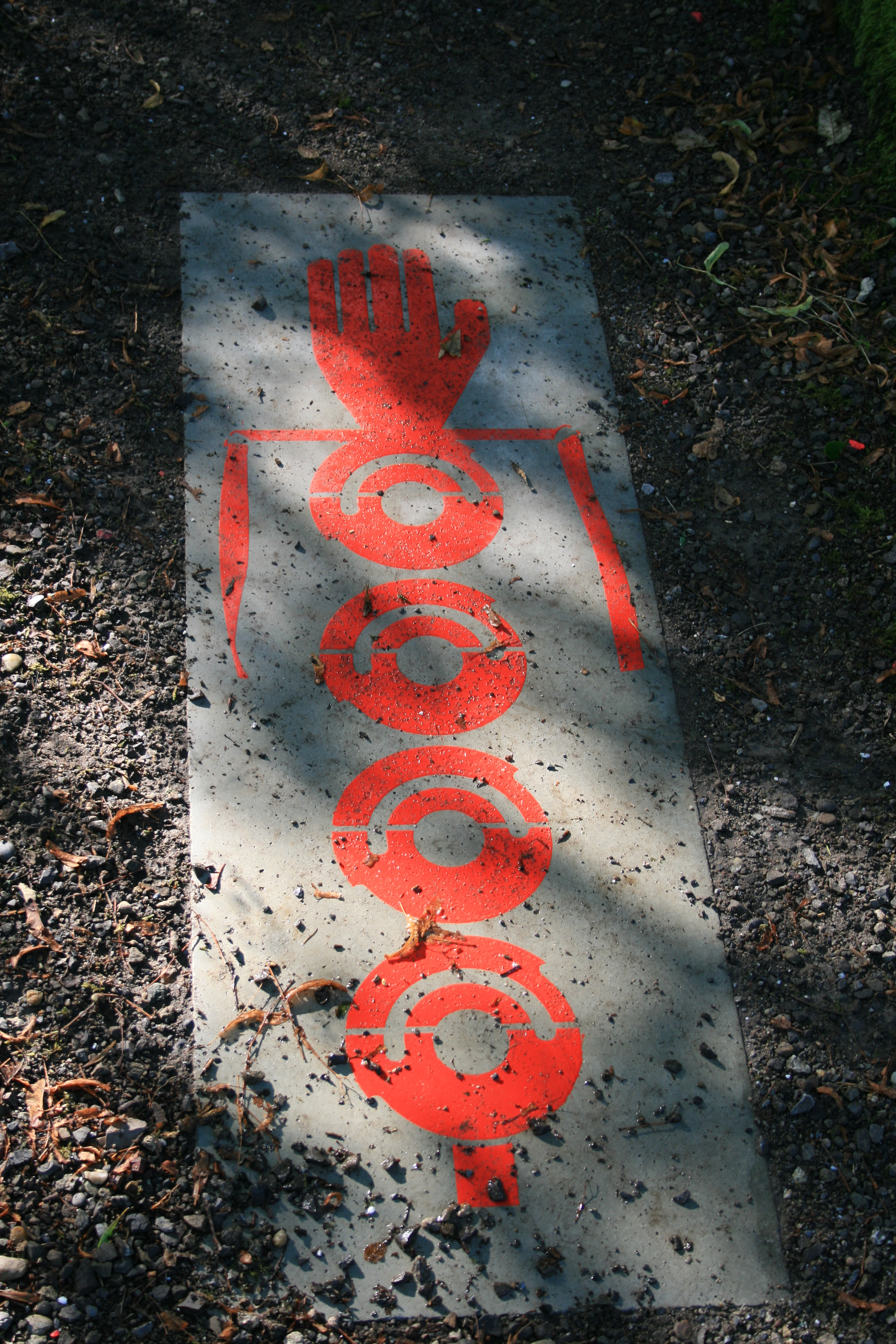
Signet des Legionärspfads
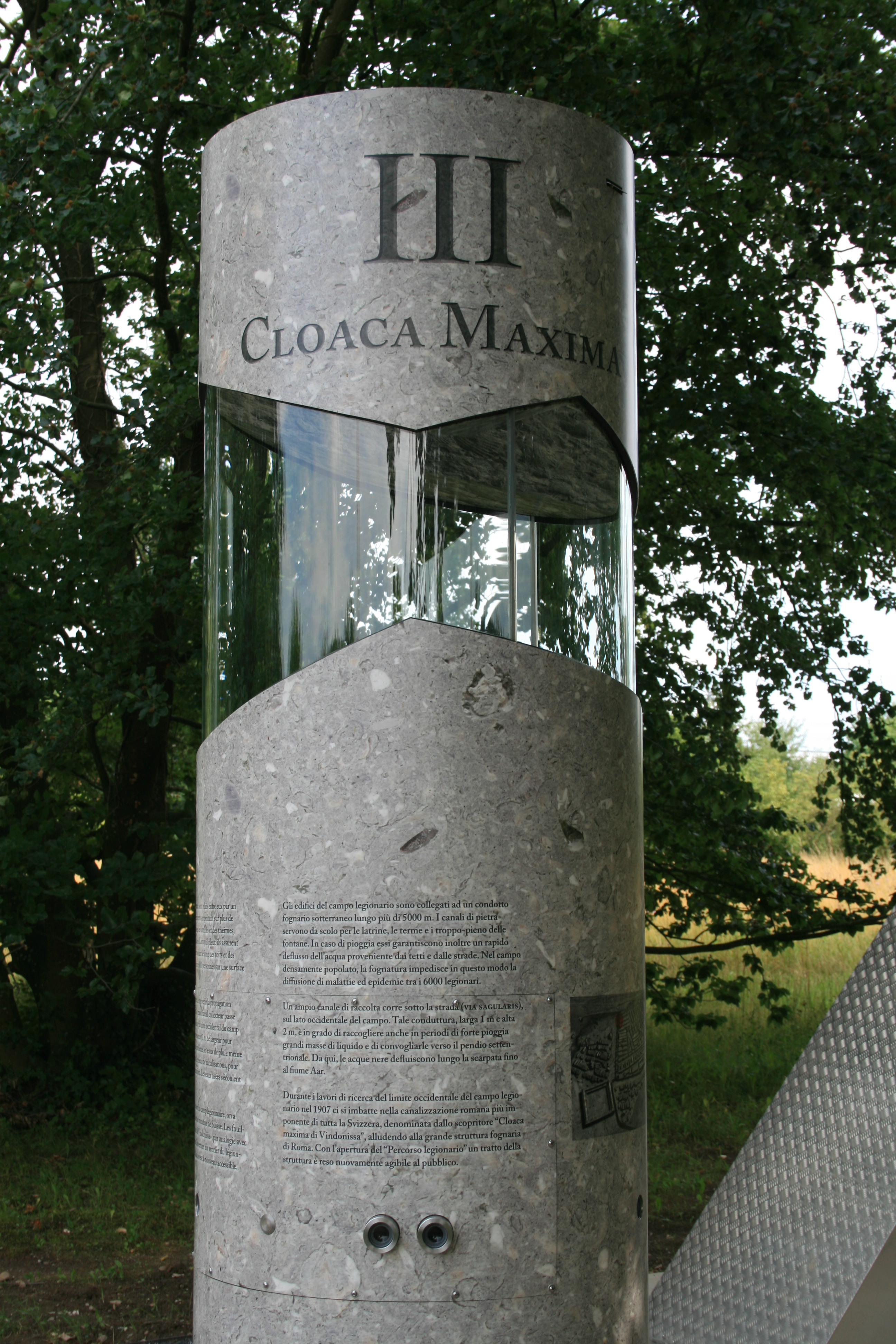
Station III: Cloaca Maxima
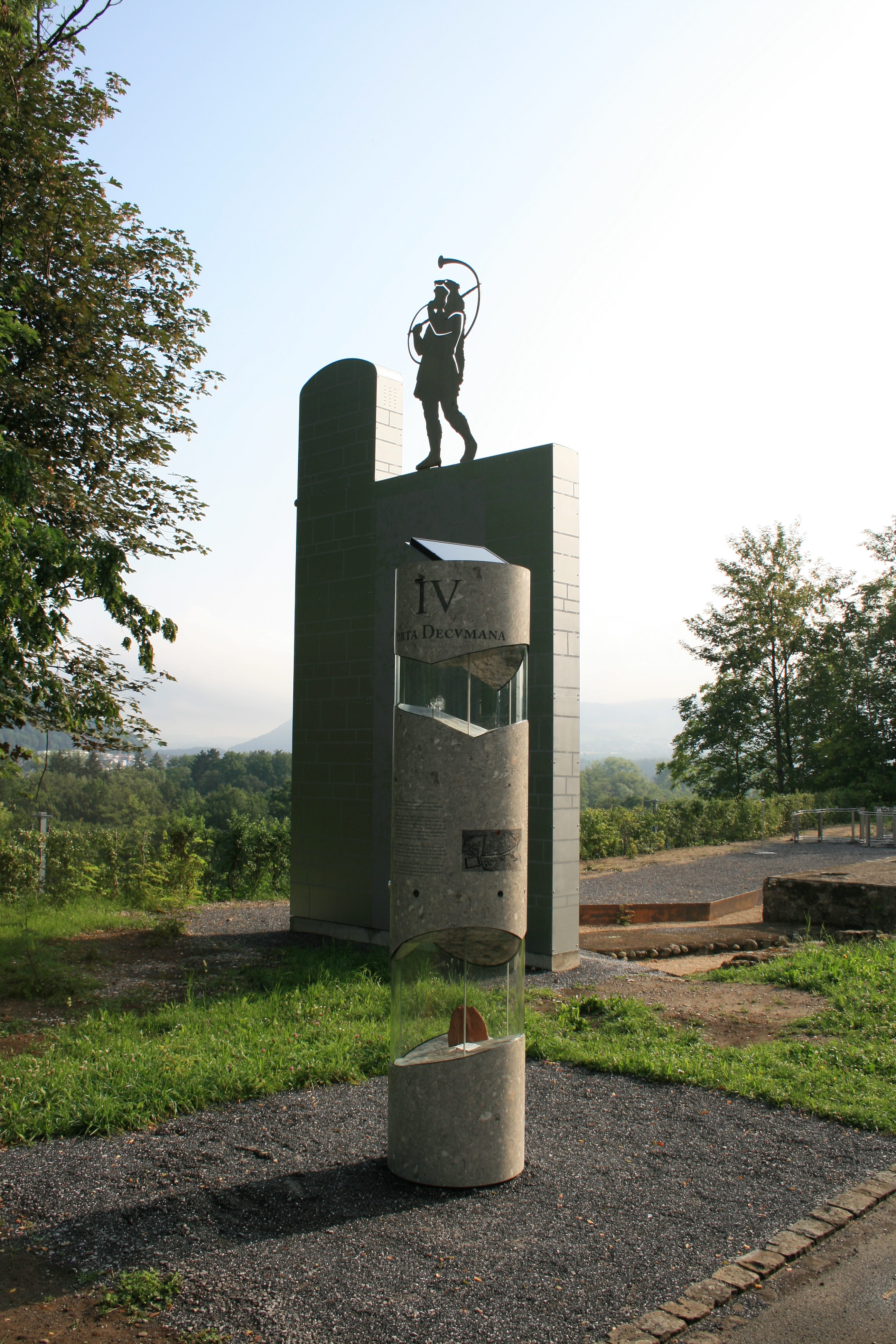
Station IV: Nordtor